# Problemas no resueltos de la ingeniería de software
Algunos de los problemas no resueltos de la ingeniería del software incluyen:

## Gestión de proyectos eningenieríadesoftware
- Lista de antipatrones, los cuales se conciben como manifestaciones de mala práctica, en contraste con la lista de patrones de diseño.
- Relación pobremente predecible entre duración del proyecto y funcionalidad del programa.
- Detección sistemática de errores de software.
- Tendencia estadística del proyecto a alargarse en el tiempo más de lo planeado y a excederse del presupuesto.
- Agregar mano de obra adicional a un proyecto de software que esté retrasado (en especial en las últimas partes del proyecto) puede causar un posterior desprendimiento del plan debido al sobrecosto experimentado durante la integración de nuevos empleados.

## Complejidad deprogramación
- En general, la complejidad actual de muchos lenguajes de programación
- Complejidad actual de muchas aplicaciones, al extremo que empresas que desarrollan software pueden fracasar cuando los programadores se van, debido a que no hay nadie más que entienda lo que ellos han hecho.

## Estándares (software)
- La implementación en forma no convencional de estándares o especificaciones por parte de múltiples organizaciones da como resultado un requerimiento de código específico de implementación y de excepciones en casos especiales, como una necesidad para que haya interoperabilidad entre distintas plataformas. Ejemplos notorios en la actualidad son la compatibilidad de los navegadores web y la interoperabilidad de servicios web.
- Arbitrariedad de muchos conceptos de software, lo cual está relacionado con la implementación de hardware y software, la falta de estándares comunes a nivel mundial, y con presiones económicas.

- Datos: Q9062958